# Spirembolus humilis
Spirembolus humilis is een spinnensoort uit de familie hangmatspinnen (Linyphiidae). De soort komt voor in de Verenigde Staten.